# Центральный экономический район

Центральный экономический район на карте России

Центра́льный экономический райо́н России — один из 12 экономических районов Российской Федерации. Наиболее развита обрабатывающая промышленность. Это обусловлено его историческим развитием, выгодным экономико-географическим положением, наличием потребителей и квалифицированной рабочей силы.

## Состав района
Центральный экономический район состоит из 13 субъектов Федерации:
1. Брянская область
2. Владимирская область
3. Ивановская область
4. Калужская область
5. Костромская область
6. Московская область
7. Москва
8. Орловская область
9. Рязанская область
10. Смоленская область
11. Тверская область
12. Тульская область
13. Ярославская область

## Экономико-географическое положение
Центральный экономический район имеет довольно выгодное экономико-географическое положение, хотя и не обладает значительными запасами топлива и сырья. Он расположен на пересечении водных и сухопутных дорог, которые всегда способствовали сближению обширных российских земель, развитию торговли и других видов экономических связей. Водная магистраль — река Волга и её притоки. В районе исторически складывались культурно-нравственные, хозяйственные, политико-управленческие основы централизованного Российского государства. Основные отрасли специализации: транспортное машиностроение, электротехническая, радиоэлектронная промышленность, лёгкая (в основном текстильная), пищевая, химическая промышленности, а также производство строительных материалов. Сельское хозяйство пригородной ориентации (овощеводство, картофелеводство, льноводство, молочное скотоводство).

## Общая информация
В районе есть залежи торфа в Тверской, Костромской, Ивановской, Ярославской, Московской областях. Месторождения находятся в последней стадии разработки.
Разведаны нефтегазовые площади в Ярославской области.
Из минерального сырья известны немногочисленные месторождения железных руд (Тульская и Орловская области). На использовании тульских руд (с XVI—XVII вв.) основан Косогорский металлургический завод.
Агрономические руды представлены фосфоритами в Брянской (Полпинское месторождение), Московской (Егорьевское месторождение) областях. Цементное сырьё, известняки, мергели имеются в Брянской, Московской, Рязанской, Орловской областях.
В районе обнаружены месторождения редкоземельных металлов (Тульская и Орловская области).
Природные ресурсы в основном имеют внутрирайонное значение.

## Общие данные
Площадь: 482,3 тыс. км², что составляет около 2,8 % территории страны.
Из полезных ископаемых добываются: фосфор, торф, бурый уголь, известняк.
Численность населения: 32,3 млн чел. (39,4 млн чел. — население Центральной России), 27,43% от всего населения России. Плотность населения: 66,4 чел./км².

### Урбанизация
В Центральном экономическом районе 139 городов с населением более 20 тысяч человек. Уровень урбанизации: 83 % населения проживает в городах.